# À nous la victoire
Pour plus de détails, voir Fiche technique et Distribution.
À nous la victoire (Escape to Victory) est un film américain réalisé par John Huston et sorti en 1981.
Le sujet rappelle celui du film Deux mi-temps en enfer de Zoltán Fábri (1961) qui à son tour est inspiré d'un fait réel connu comme le match de la mort.

## Synopsis
Pendant la Seconde Guerre mondiale, au cours de l'été 1943 dans le camp de Gensdorf, les prisonniers tuent le temps en jouant au football. Le major de la Wehrmacht Karl von Steiner, ancien joueur international allemand, souhaite opposer l'équipe des prisonniers alliés à une sélection de soldats allemands. Le capitaine britannique John Colby, ancien joueur de West Ham United et entraineur de l'équipe, est tout d'abord opposé à ce match. Il finit cependant par accepter l'idée. Colby y met toutefois deux conditions : que ses joueurs jouissent d'un traitement de faveur et que soient réunis dans l'équipe les meilleurs joueurs de tous les camps de prisonniers. Le match doit avoir lieu dans le stade de Colombes en France. Bientôt, un étonnant projet d'évasion, avec l'aide de la Résistance française, se dessine autour de Robert Hatch. Ce dernier, capitaine américain, devra s'initier au ballon rond et deviendra le gardien de but de l'équipe.

## Fiche technique
Sauf indication contraire, les informations mentionnées dans cette section peuvent être confirmées par la base de données cinématographiques IMDb,  présente dans la section « Liens externes ».
- Titre français : À nous la victoire
- Titre original : Escape to Victory, parfois abrégé en Victory
- Réalisation : John Huston
- Scénario : Eva Jones et Yabo Yablonsky, d'après une histoire de Yabo Yablonski, Djordje Milicevic et Jeff Maguire
- Décors : J. Dennis Washington
- Costumes : Tom Bronson
- Photographie : Gerry Fisher
- Montage : Roberto Silvi
- Musique : Bill Conti
- Production : Freddie Fields

Coproducteur : Mario Kassar
Producteurs associés : Annie Fargue, Tom Stern et Andrew G. Vajna
Producteur délégué : Gordon McLendon
- Sociétés de production : Lorimar Productions et Victory Company ; coproduit par New Gold Entertainment
- Sociétés de distribution : Paramount Pictures (États-Unis), S.N. Prodis (France)
- Budget : 10 millions de dollars
- Pays de production :  États-Unis
- Langues originales : anglais, allemand et français
- Format : couleur -
- Genre : drame, sport
- Durée : 117 minutes
- Dates de sortie[3] :
  - Union soviétique : 7 juillet 1981 (Festival international du film de Moscou, compétition officielle)
  - États-Unis : 16 juillet 1981 (New York) ; 31 juillet 1981 (sortie nationale)
  - France : 23 septembre 1981

## Distribution
- Sylvester Stallone (VF : Alain Dorval) : le capitaine Robert Hatch
- Michael Caine (VF : Dominique Paturel) : le capitaine John Colby
- Max von Sydow : Major Karl von Steiner, officier de la Wehrmacht
- Gary Waldhorn (VF : Michel Derain) : Hauptmann Rainer Mueller, entraineur de l'équipe d'Allemagne
- George Mikell : le commandant du camp de prisonniers
- Arthur Brauss : Lutz
- Michael Wolf : Lang
- David Shawyer : Oberleutnant Strauss
- Jürgen Andersen : Herr Lorenz, chef de la propagande
- Amidou : André
- Jean-François Stévenin : Claude
- Jack Lenoir (VF : Claude d'Yd) : Georges, le cafetier
- Zoltán Gera : Viktor
- Carole Laure (VF : elle-même) : Renée
- Tim Pigott-Smith (VF : Jean-Claude Balard) : le capitaine Rose, chef du Comité de renseignements
- Julian Curry (en) (VF : Bernard Tiphaine) : le lieutenant colonel Shurlock, chef du Comité d'évasion
- Clive Merrison (en) (VF : Philippe Ogouz) : le capitaine Lawry, le spécialiste des faux papiers
- Maurice Roëves (VF : Michel Paulin) : Pyrie
- Michael Cochrane : Farrell
- Daniel Massey (VF : Jacques Thébault) : le colonel Waldron, l'officier supérieur britannique du camp de prisonniers
- Anton Diffring (VF : Jean Berger) : le commentateur sportif
- Michel Drhey : le commentateur français

L'équipe des prisonniers de guerre
- Pelé (VF : Pierre Saintons) : le caporal Luis Fernandez
- Bobby Moore (VF : Georges Poujouly) : Terry Brady
- Osvaldo Ardiles : Carlos Rey
- Paul Van Himst : Michel Fileu
- Kazimierz Deyna : Paul Wolchek
- Hallvar Thoresen : Gunnar Hilsson
- Mike Summerbee : Sid Harmor
- Co Prins (VF : Jacques Chevalier) : Pieter Van Beck
- Russell Osman : Doug Clure
- John Wark : Arthur Hayes
- Søren Lindsted : Erik Ball
- Kevin O'Callaghan (en) : Tony Lewis
- Benoît Ferreux : Jean Paul Rémy
- Kevin Beattie : doublure de Michael Caine
- Paul Cooper (en) : doublure de Sylvester Stallone

L'équipe allemande
- Werner Roth (en) : Baumann, le capitaine de l'équipe
- Laurie Sivell (en) : Schmidt, le gardien de but
- Robin Turner (en) : un joueur allemand
- Sándor Egervári : un joueur allemand (non crédité)
- Ferenc Fülöp : un joueur allemand (non crédité)

## Production

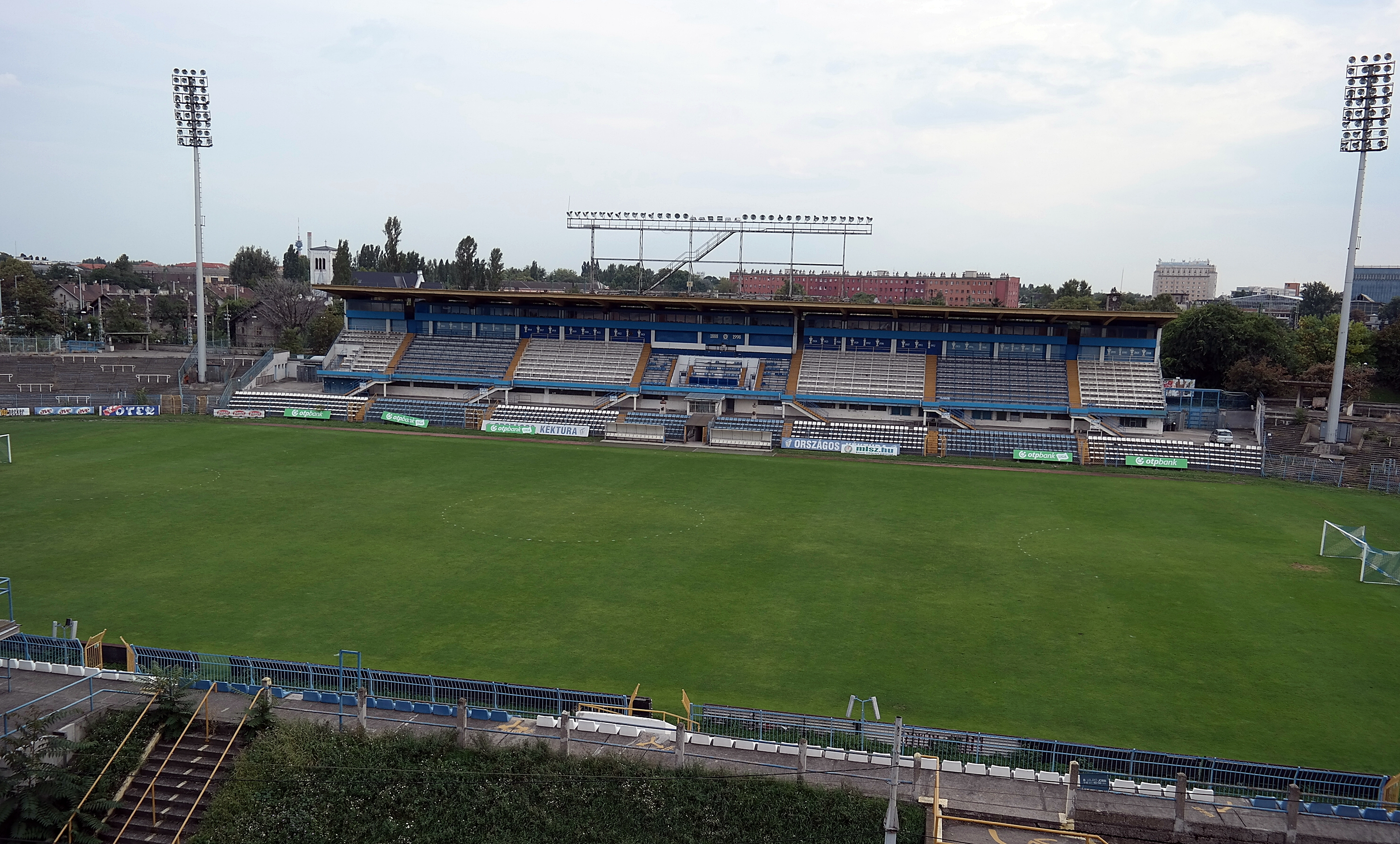
Le stade Nándor Hidegkuti

Lloyd Bridges, Clint Eastwood ou encore Alain Delon ont un temps été envisagés. Roger Moore a failli incarner Colby.
Ignorant les bases du football, Sylvester Stallone s'entraîne durant le tournage du film Les Faucons de la nuit. Il reçoit notamment les conseils de Gordon Banks, célèbre gardien de l'équipe d'Angleterre et vainqueur de la Coupe du monde 1966. D'abord peu attentif aux conseils du Britannique, l'acteur américain se blesse à l'épaule et sera ensuite bien plus à l'écoute.
En plus de Pelé, plusieurs véritables footballeurs sont présents dans le film, notamment plusieurs joueurs de Ipswich Town FC : Kevin Beattie, Paul Cooper, Kevin O'Callaghan, Russell Osman, Laurie Sivell, Robin Turner et John Wark.
Ainsi que les internationaux Bobby Moore (Angleterre) et Paul Van Himst (Belgique).
Le tournage a lieu d'août à novembre 1980. Les scènes du match final, censé se dérouler au stade olympique Yves-du-Manoir de Colombes, sont en réalité tournées dans le stade Nándor Hidegkuti dans la banlieue de Budapest, en Hongrie. Quelques scènes sont tournées à Paris.

## Distinctions
| Année | Cérémonie ou récompense                  | Prix                              | Lauréat     | Résultat   |
| ----- | ---------------------------------------- | --------------------------------- | ----------- | ---------- |
| 1981  | Festival international du film de Moscou | Prix d'or du meilleur réalisateur | John Huston | Nomination |
| 1984  | Huabiao Film Awards                      | Meilleur film en langue étrangère |             | Lauréat    |

## Projet deremake
En mars 2019, il est annoncé que Jaume Collet-Serra réalisera un remake.